# 长穗棘豆
长穗棘豆（学名：Oxytropis macrobotrys）为豆科棘豆属下的一个种。